# مسجد جمال الدين يوسف الاستادار
مسجد جمال الدين يوسف الاستادار يقع في حارة التمبكشية المتفرعة من شارع الجمالية، أنشأه سنة 1407م/811هـ الأمير جمال الدين يوسف الاستادار الذي ولد في مدينة البيرة في فلسطين لأب كان يعمل واعظا و لذا فقد نشأ حافظا للقرآن وكان يرتدي زي رجال الدين، وبعد وفاة والده سافر إلي القاهرة سنة 1368م وخلع زي رجال الدين لينخرط في وظائف الدولة حتى وصل إلى منصب الاستادار، والاستادار هو المشرف علي كل بيوت السلطان من مطابخ وحاشية ونفقات وكسوة. عرف عنه التعسف والشدة واغتصاب الأوقاف حتى أن الأرض التي أقام عليها مسجده كانت إحدى الأراضي التي استولي عليها، وفي عام 1409م غضب عليه السلطان فرج بن برقوق فأمر بحبسه و مصادرة كل أمواله وأملاكه وتم تعذيبه تعذيبا شديدا ليعترف علي مكان الأموال، وأخيرا أعدم بقطع رأسه لينتهي نهاية مأساوية بعد حياة حافلة.

## معرض صور

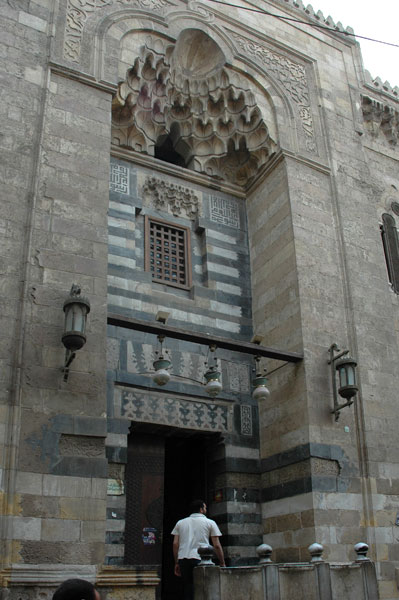
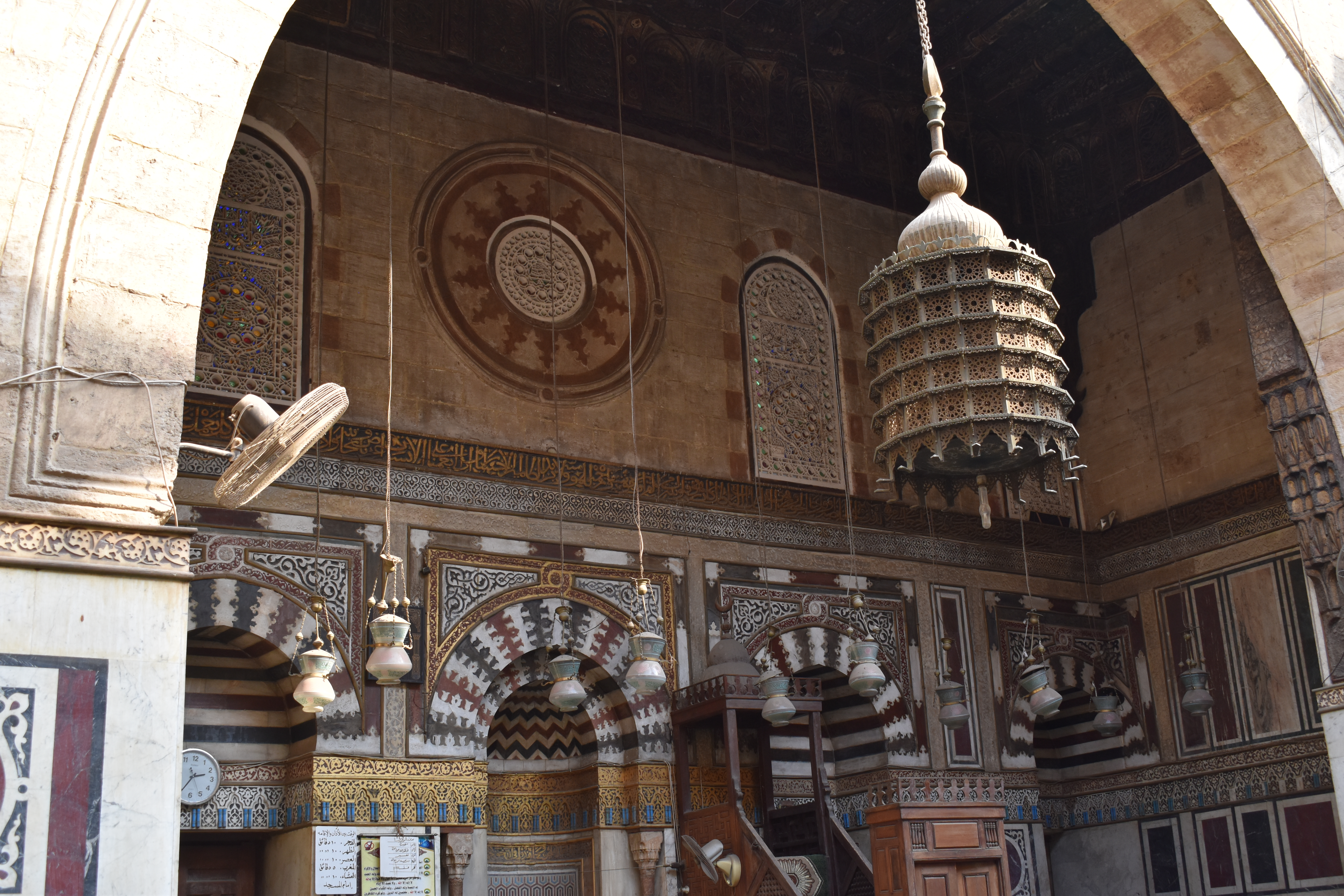
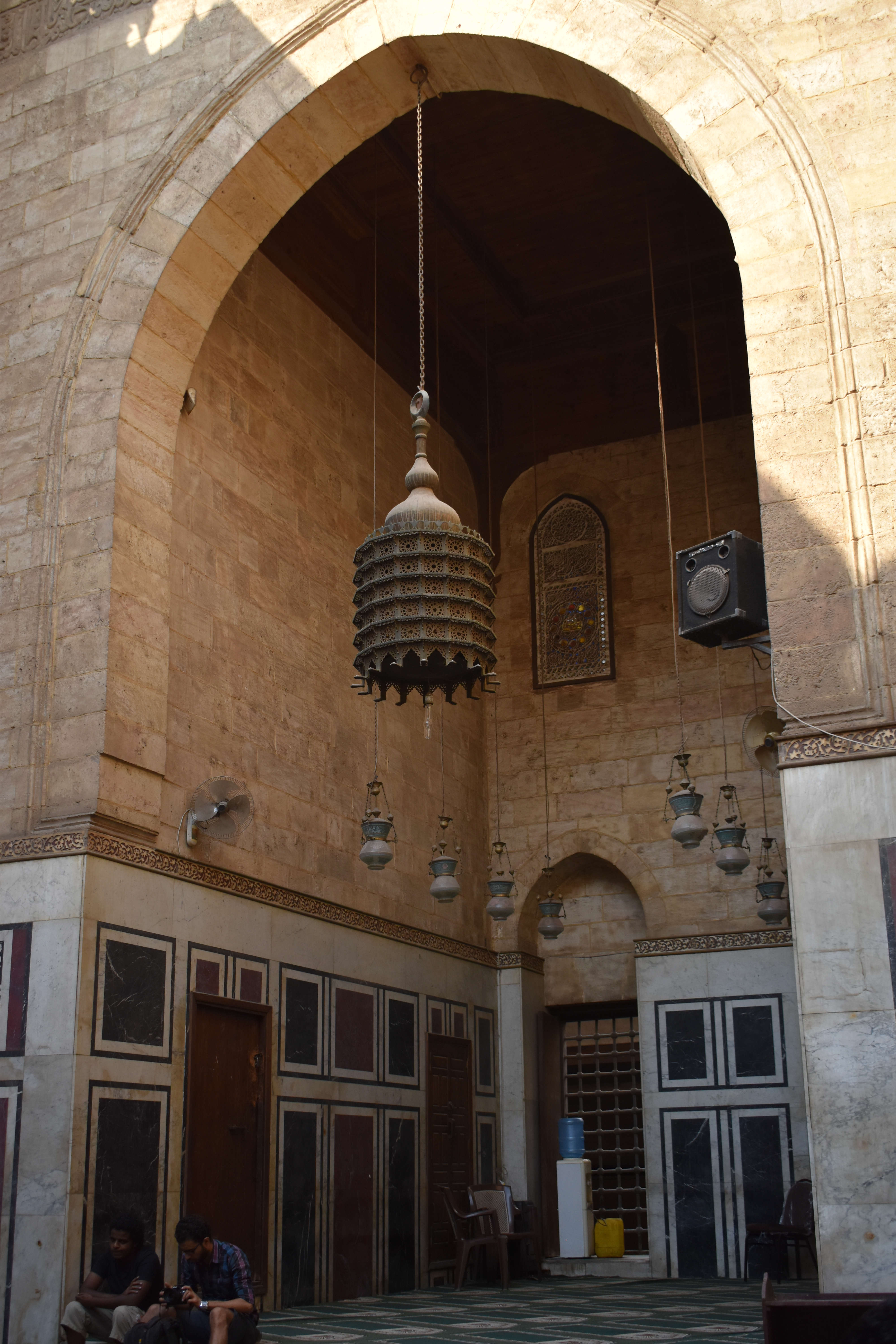
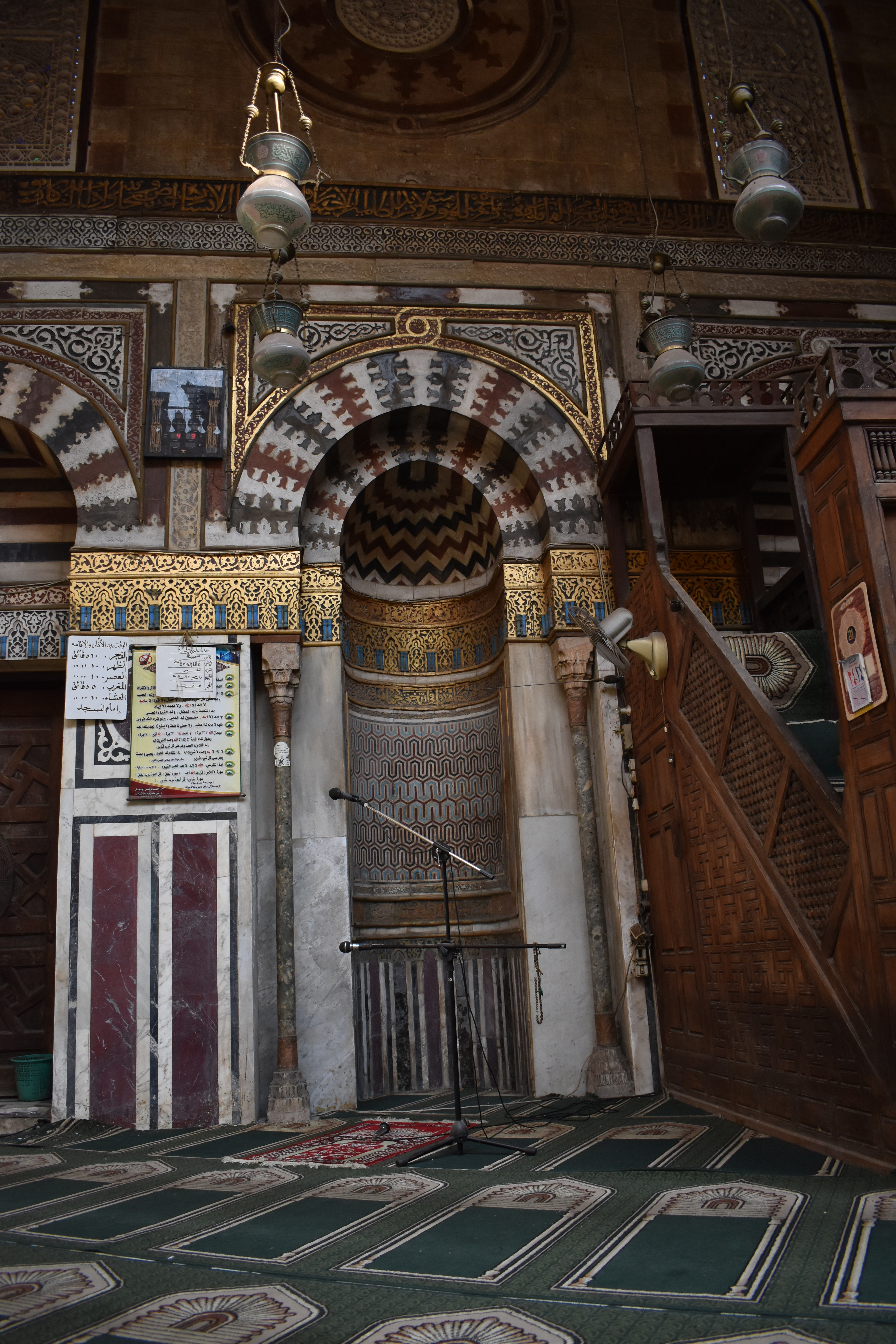
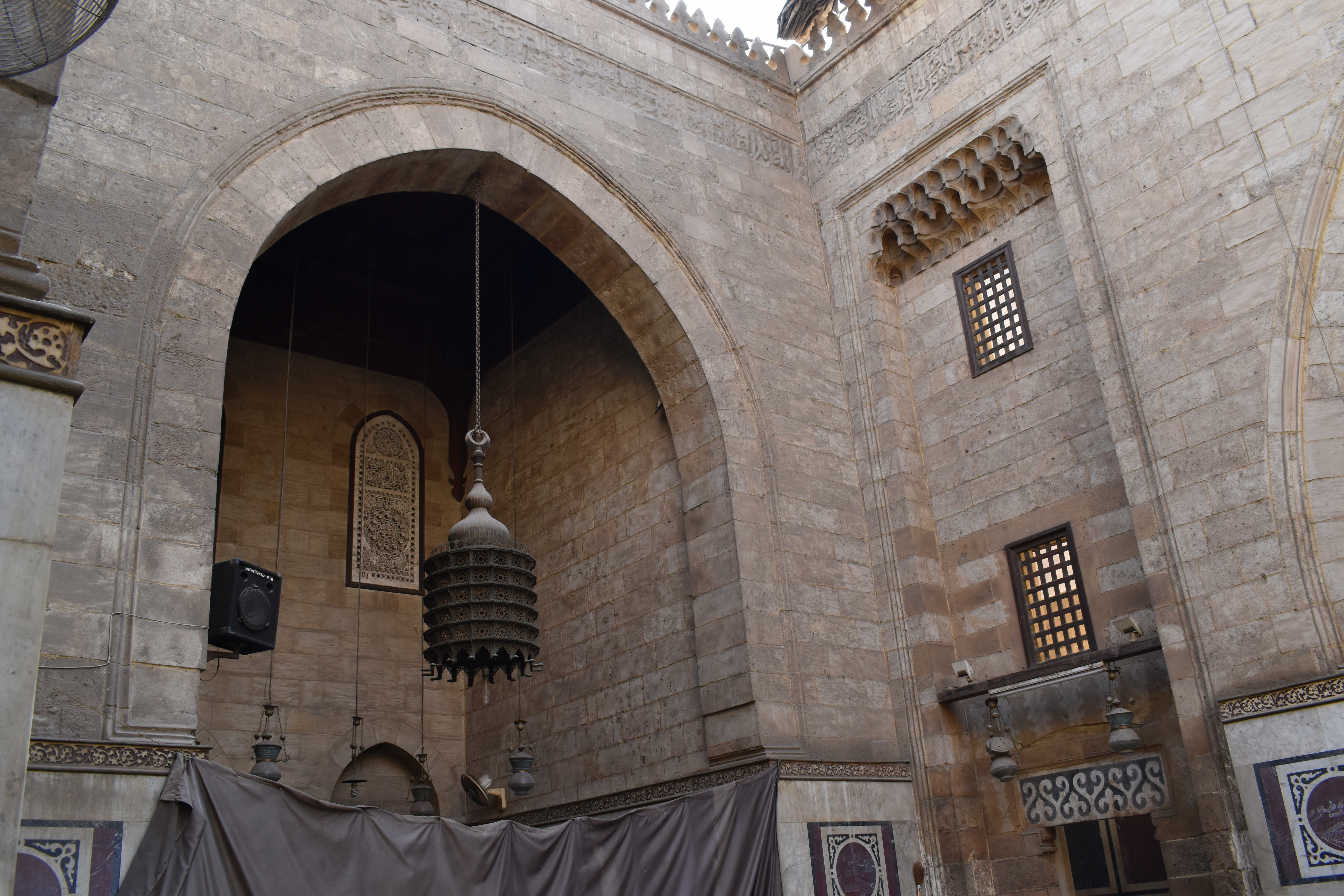
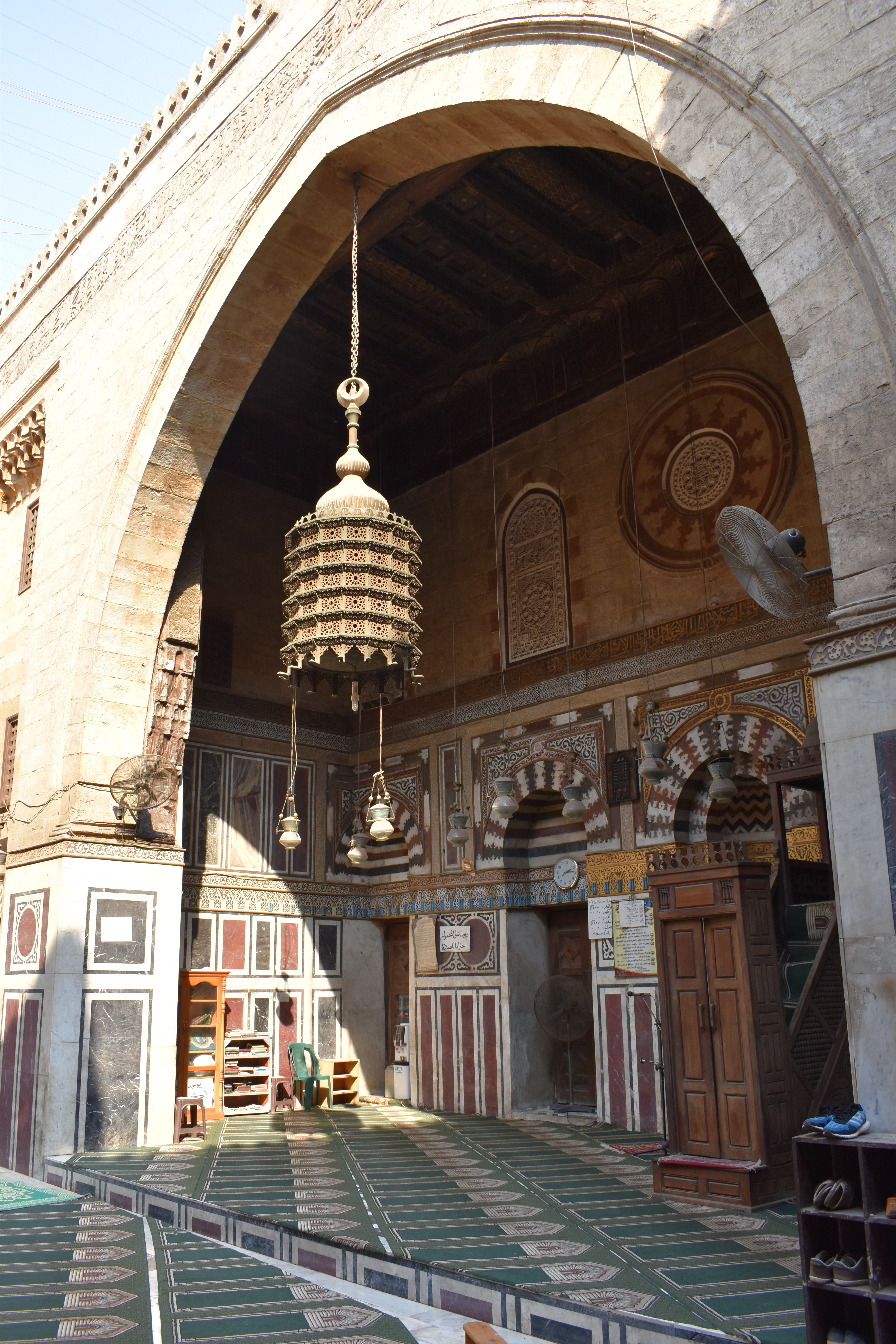